# 난바 마루이

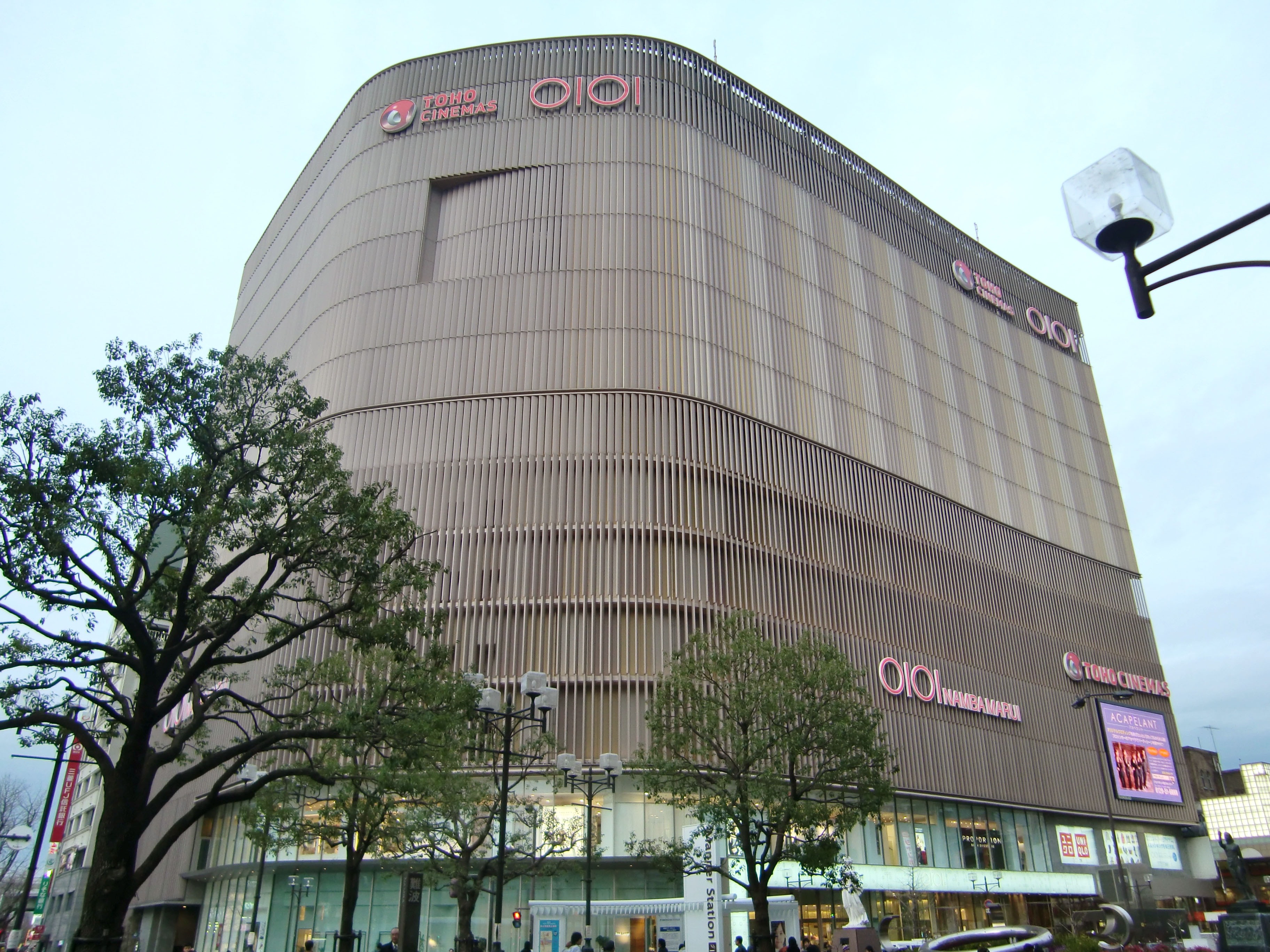
난바 마루이

난바 마루이(일본어: なんばマルイ, 영어: NAMBA MARUI)는 일본 오사카시 주오구에 위치한 마루이의 패션 빌딩이다.

## 개요
난카이 난바 역 (다카시마야) 앞에 구 난카이 회관 부지에 세우는 도호 난카이 빌딩 지하 1층부터 7층까지 마루이가 차지하고 있으며, 8층부터 11층은 TOHO 시네마즈 난바가 들어서 있다. 158개의 브랜드가 있으며, 긴키 지방에서는 고베 마루이에 이어 2번째로 규모가 크다.

## TOHO 시네마즈 난바 · 본관
TOHO 시네마즈 난바 · 본관(일본어: TOHOシネマズなんば・本館, 영어: TOHO CINEMAS NAMBA)은 총 9개의 스크린을 가진 복합 상영관이다. 본관의 총 좌석 수는 1,942석이다. 2011년 3월 30일 시키시마 시네팝과 합병한다고 발표되어 5월 20일부터 TOHO 시네마즈 난바 · 본관이 되었다.